# Luis Usera Bugallal
Luis Usera Bugallal (Talavera de la Reina, 1890. július 8. – Madrid, 1958. augusztus 7.) spanyol üzletember, 1930 és 1935 között a Real Madrid spanyol labdarúgócsapat elnöke volt. 1929-ben a klub megválasztott új elnöke Antonio Bernabéu lett volna, akinek azonban, mivel kinevezték a Spanyol labdarúgó-szövetség elnökévé is, le kellett mondania, így némileg váratlanul Usera került a Real Madrid elnöki posztjára. Hivatalban töltött évei alatt megerősítette a csapatot, első nagy igazolása Ricardo Zamora kapus volt, aki 150 000 pesetáért lett a klubé, majd a védelembe leigazolta Ciriaco Errastit és Jacinto Quincocest, valamint ide került Pepe Samitier is. Többek között nekik köszönhető, hogy az 1931–1932-es bajnokságot veretlenül nyerte a Real, majd a következő évben ismét bajnokok lettek.